# Stureby (tunnelbanestation)
Stureby är en station i Stockholms tunnelbana och ligger i stadsdelen Stureby i Söderort inom Stockholms kommun. Den trafikeras av Gröna linjen och ligger mellan stationerna Svedmyra och Bandhagen.
Stationen ligger mellan Sågverksgatan och Munksjövägen vid Skönviksvägen. Avståndet till station Slussen är 5,8 kilometer. Stationen öppnades den 9 september 1951, då fanns här bara en provisorisk station. Den permanenta stationen (nuvarande) öppnades den 1 oktober 1953 och var då slutstation. Redan från 1930 drogs spårvägen Örbybanan förbi och hade hållplats här. Tunnelbanesträckan mellan Globens station och Stureby station följer den gamla spårvägslinjen.
Stationen består av en plattform utomhus, med entré från söder. Från entrén sett går spåret till höger till Hagsätra och spåret till vänster mot Hässelby strand.
Stationen fick 2012 en konstnärlig utsmyckning i form av en skulptur i grönpatinerad brons av Carin Ellberg.

## Framtid
Från cirka 2030 kommer stationen att ligga på Blå linjen istället för på Gröna. Det gäller alla stationer från Sockenplan till Hagsätra. Hagsätragrenen blir då en av Blå linjens grenar i söder. Vid den nya stationen Sofia kommer banan grena sig i Nackagrenen respektive Hagsätragrenen.

## Galleri

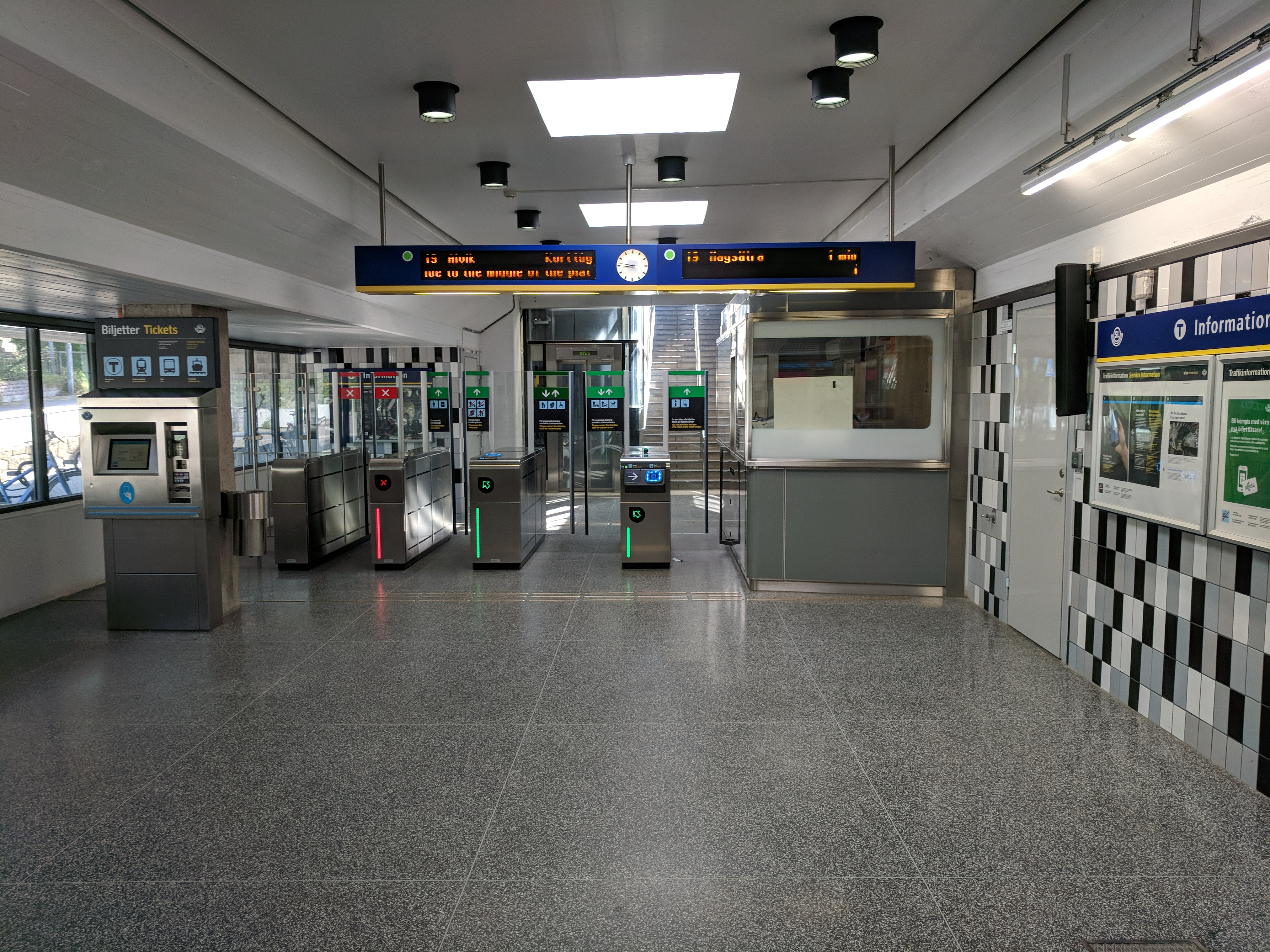
Biljetthallen
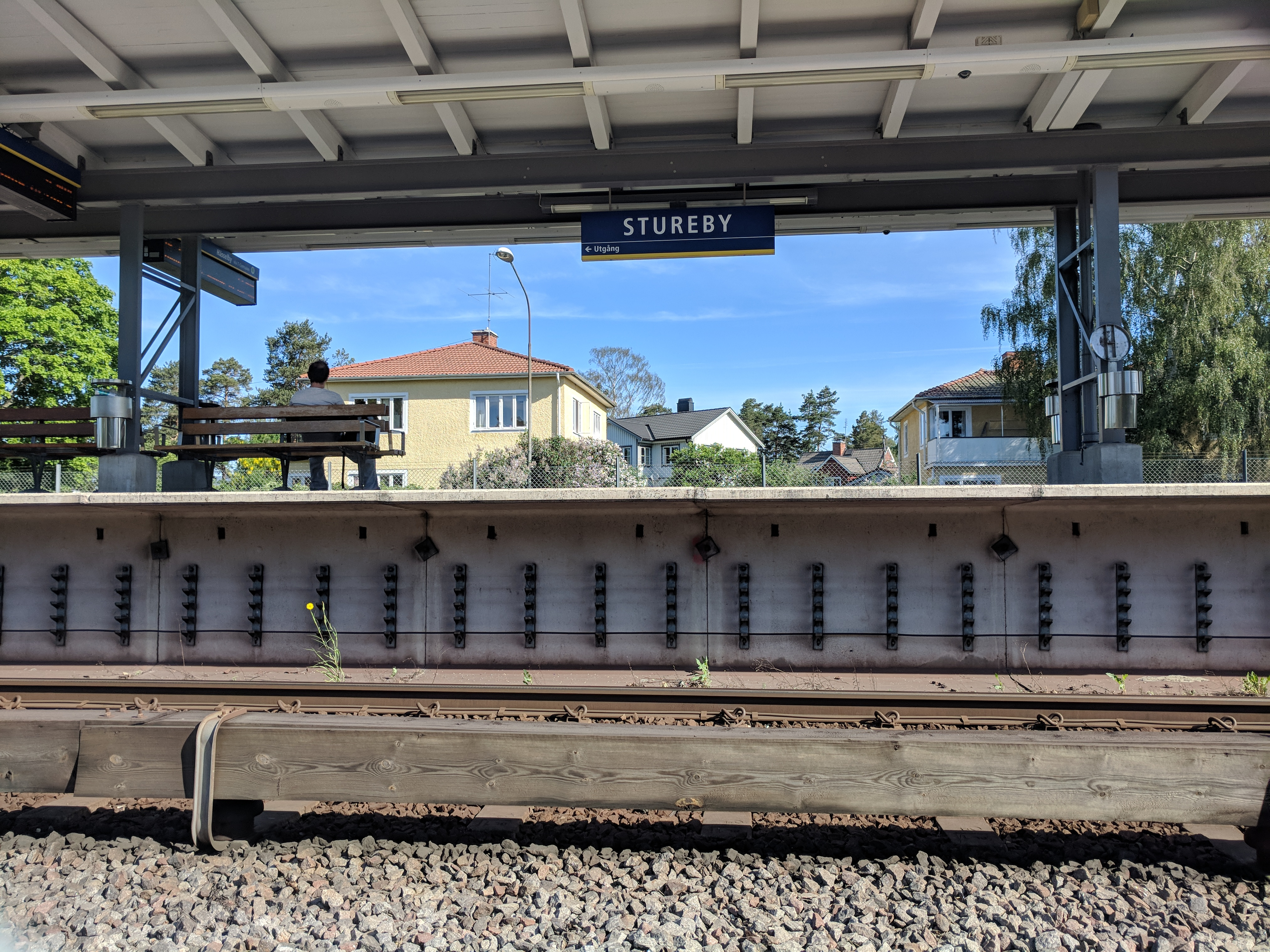
Perrongen
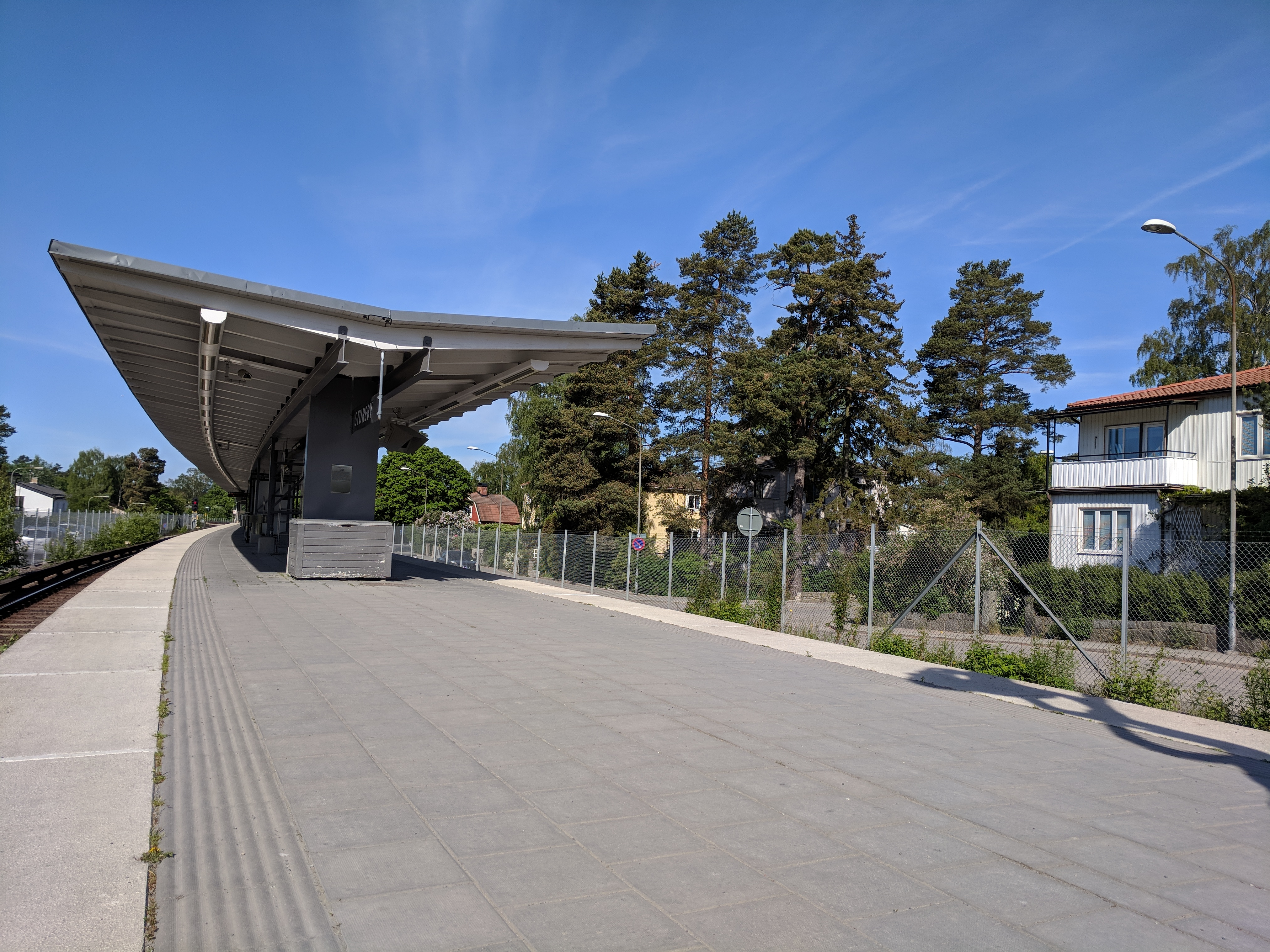
Perrongen
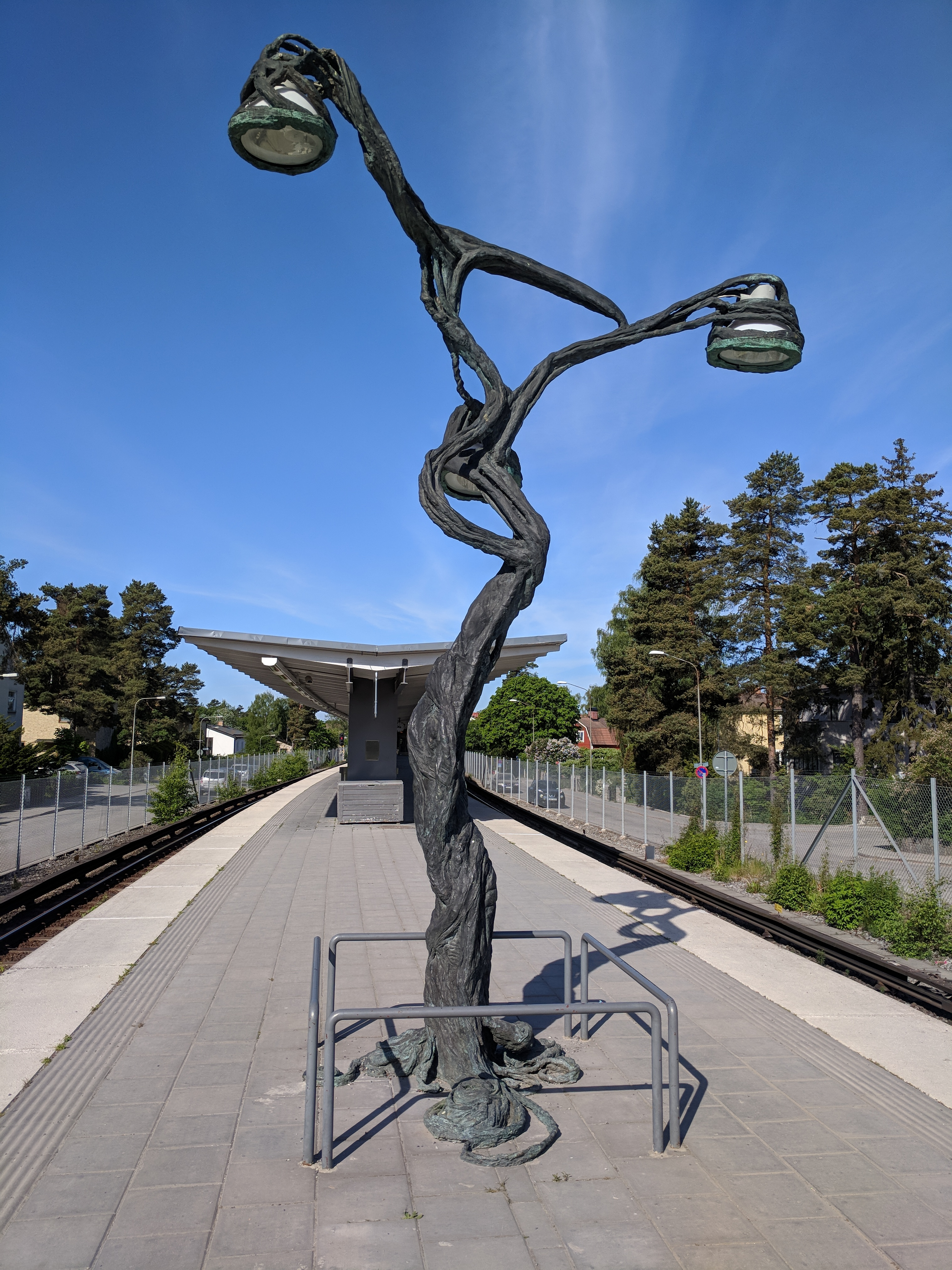
Konstnärlig utsmyckning
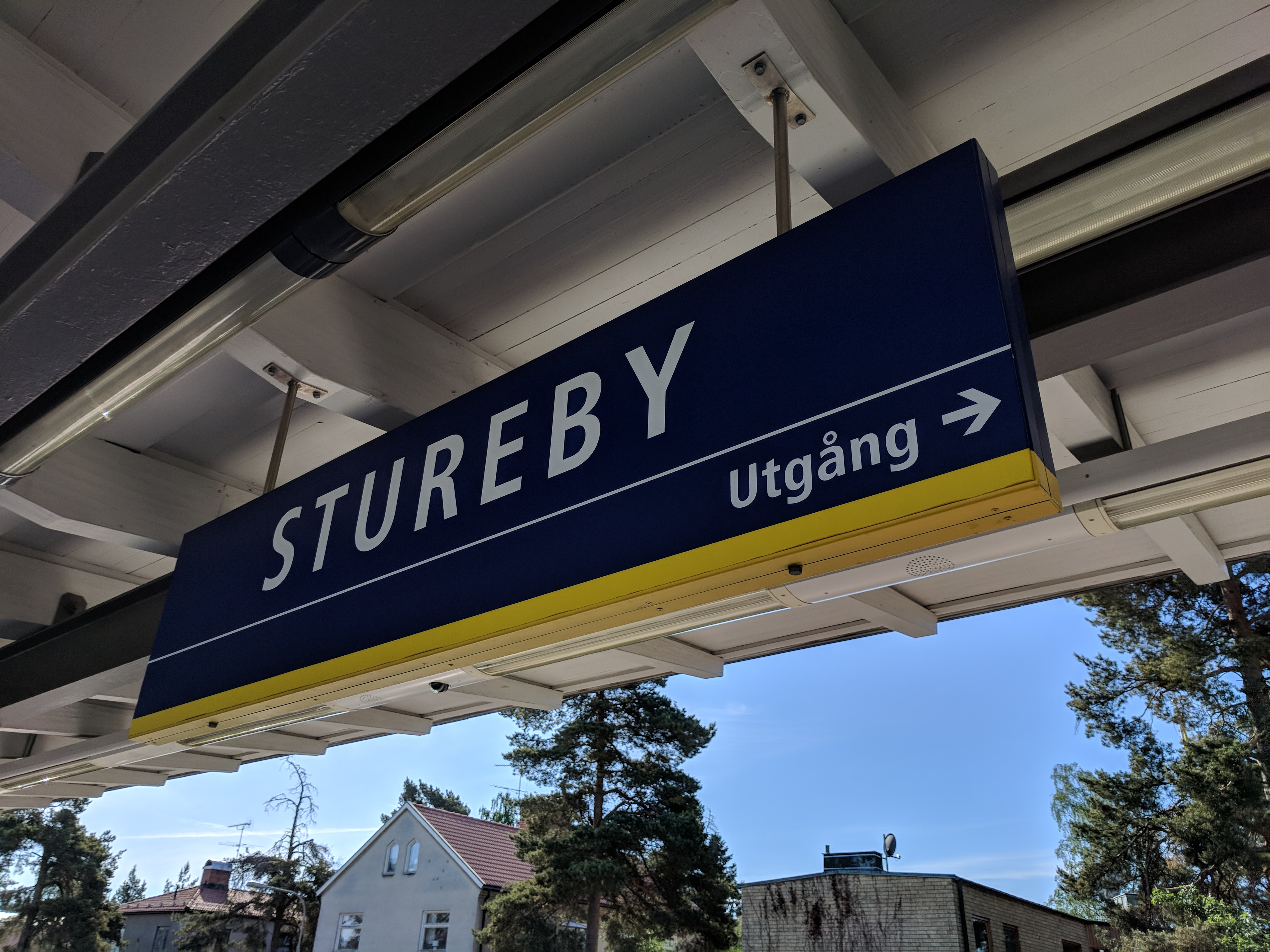
Stationsskylt